# IC 4402
IC 4402 — галактика типу Sb (компактна витягнута галактика) у сузір'ї Вовк.
Цей об'єкт міститься в оригінальній редакції індексного каталогу.